# Said Abdullahi Dani
Said Abdullahi Dani, né le 2 juillet 1967 à Mogadiscio, est l'actuel président de l'État autonome du Puntland.

## Biographie
Auparavant, il avait été ministre du Plan de la Somalie, après avoir été nommé à ce poste le 17 janvier 2014 par le Premier ministre Abdiweli Sheikh Ahmed. Il a également couru dans la course à la présidence de 2017. Depuis 2020, il représente l'association politique Kaah. En 2024, Said Abdullahi Deni a été réélu président du Puntland. Il a été élu par 45 des 66 membres du Parlement. 

### Ministre de la planification
Le 17 janvier 2014, Mohamed a été nommé nouveau ministre somalien de la Planification par le Premier ministre Abdiweli Sheikh Ahmed. Il a succédé à Mohamud Hassan Suleiman à ce poste.

### Coopération bilatérale Somalie-Japon
En mars 2014, Mohamed et une délégation du gouvernement somalien, dont le président Hassan Sheikh Mohamud, le ministre des Affaires étrangères et de la Coopération internationale Abdirahman Duale Beyle et le ministre des Travaux publics et de la Reconstruction Nadifo Mohamed Osman, ont effectué une visite de quatre jours à Tokyo , où ils ont rencontré l'ambassadeur Tatsushi Terada et d'autres hauts responsables du gouvernement japonais. Le président Mohamud et sa délégation ont également discuté avec le Premier ministre Shinzo Abe pour discuter du renforcement des relations bilatérales, ainsi que de la formation des capacités des professionnels somaliens de l'élevage et du développement agricole. La visite s'est terminée par l'annonce par le Premier ministre japonais Abe que son administration mettra en place un financement de 40 millions de dollars pour la réhabilitation des forces de police, des services de secours et des possibilités de création d'emplois en Somalie. Mohamud a félicité le gouvernement japonais pour l'intensification de son soutien bilatéral et a suggéré que les initiatives de développement soient centrées sur la formation professionnelle des jeunes et des femmes, la formation maritime et halieutique, le développement des infrastructures halieutiques et agricoles et le soutien aux technologies de l'information et de la communication. 

### Recensement de la population
En septembre 2014, le Ministère de la planification et de la coopération internationale a publié un recensement préliminaire de la population de la Somalie. Il s'agit de la première initiative gouvernementale de ce type en plus de deux décennies. L'UNFPA a aidé le ministère dans le projet, qui devrait être finalisé avant le plébiscite et les élections locales et nationales prévus en 2016. Selon le ministre du Plan Mohamed et le vice-Premier ministre Ridwan Hirsi Mohamed, le recensement facilitera la mise en œuvre de Vision 2016 et projets de développement général dans le pays. Le ministère de la Planification a également indiqué que les données préliminaires du recensement suggèrent qu'il y a environ 12 360 000 habitants dans le pays et qu'il prévoit de procéder à un recensement des expatriés somaliens.